# کارلوس بانتئوکس
کارلوس بانتئوکس (اسپانیایی: Carlos Banteux‎؛ زادهٔ ۱۳ اکتبر ۱۹۸۶) بوکسور اهل کوبا است.